# Stará Turá
Stará Turá er en by i det vestlige Slovakiet. Byen ligger i regionen Trenčín. Den ligger kun 120 kilometer fra den slovakiske hovedstad  Bratislava. Byen har et areal på 50,94 km² og en befolkning på 8.724(2021) indbyggere.

## Eksterne links
- Officiel hjemmeside

- Wikimedia Commons har flere filer relateret til Stará Turá